# تامسين أوموند

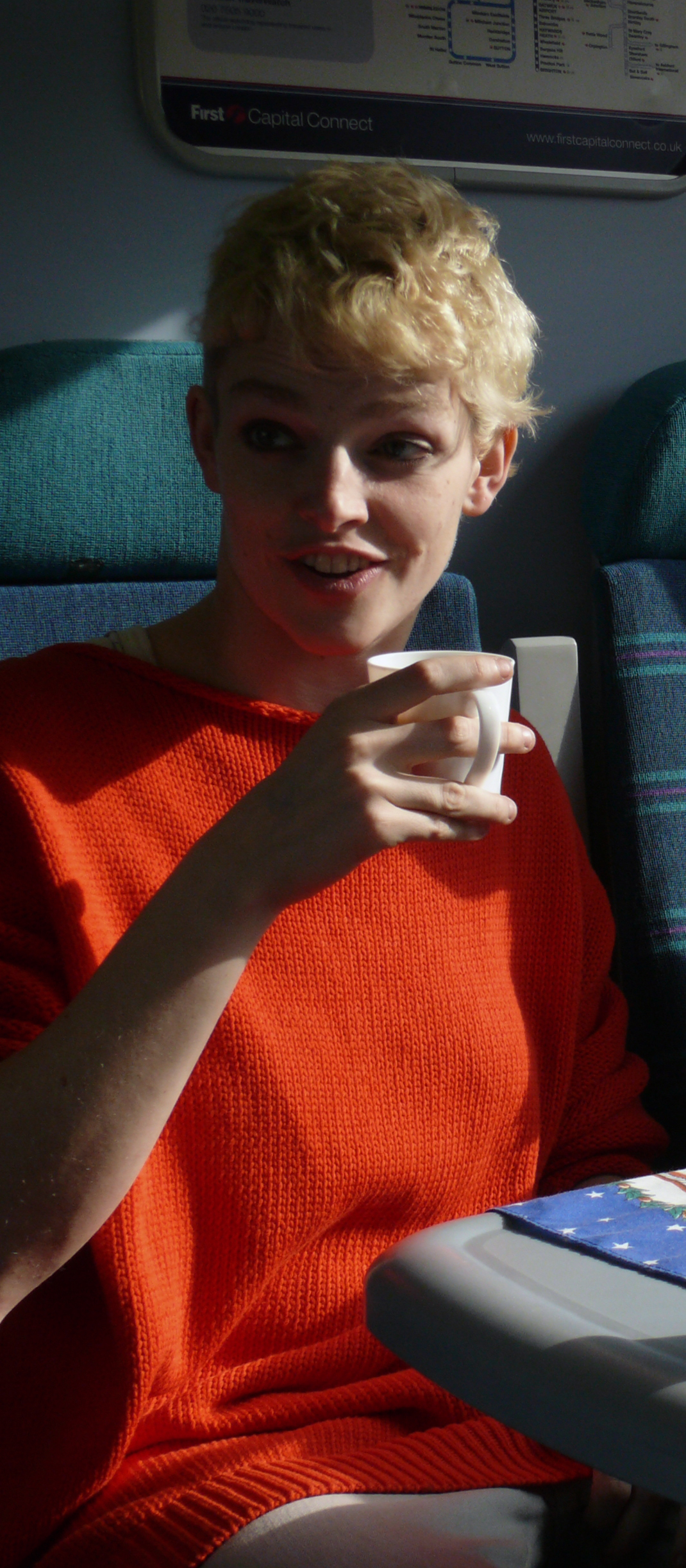
في يوم الأحد 20 أبريل ، ذهبت كل من Craftivst Sarah Corbett و Climate Rushette Tamsin Omond في رحلة بالقطار لتقديم بعض التماسات النقل وتقديم مقطع فيديو تعليمي قصير حول مشروعهم المشترك الحالي في لعبة Railway Adventure بمساعدة مصور ومخرج. وهذه بعض الصور لهذا اليوم الممتع بالخارج.

تامسين أوموند (من مواليد 19 نوفمبر 1984) هي ناشطة وكاتبة وصحفية بريطانية، قامت بحملة من أجل حكومة المملكة المتحدة لاتخاذ إجراءات لتجنب تغير المناخ بسبب الإنسان في عام 2009.

## النشأة والتعليم
بعد الانتهاء من التعليم الثانوي في مدرسة وستمنستر تخرجت من كلية تريتينى في كامبردج وحصلت على درجة الماجيستر في علم البيئة والعدالة الاجتماعية من الجامعة المفتوحة.

## النضال والحملات
قامت تامسين في عام 2009 بنشر كتاب بعنوان «صنع ناشط مناخي»، كتبت مقالات عن المسيحية وتغير المناخ وحقوق الإنسان نُشِرت في كلا من: (الكينسة تايمز، عالم البيئة، الجارديان، ماء الوحدة)، قامت تامسين في الأصل بحملة كعضو في مجموعة الناشطين "أغبياء الطائرة"، على الرغم من أنهم ذكروا أنها لم تعد جزاء من مجموعتهم.
نظمت تامسين عددًا من الاحتجاجات البارزة بما في ذلك تسلق مجلس العموم احتجاجًا على الطيران، تسبب ذلك في اعتقالهم وإطلاق سراحهم بكفالة بشرط عدم دخول البرلمان، في أكتوبر 2008 انتهكوا هذا الشرط من خلال تنظيم اندفاع 500 شخص على برلمان المملكة المتحدة وأدى ذلك إلى إعادة اعتقالهم وتهديدهم بالسجن بسبب خرقهم الكفالة، وأُفرِج عنهم بكفالة مع تعزيز شروط الكفالة لمنعهم من الذهاب إلى مسافة كليو متر واحد من البرلمان. نظمت تامسين احتجاجات ضد توسيع مطار هيثرو بلندن، انضمت لاحقًا إلى حزب الخضر في إنجلترا وويلز، كان النشاط السابق مستوحى من حركة تدعى «أوموند» التي دعت إلى حملة «حق التصويت» كان هدفها العمل المباشر من أجل حق المرأة في الاقتراع في المملكة المتحدة في بداية القرن العشرين، أُنتِج فيلم مستقل بتقنيات الحملات الانتخابية لحركة أوموند عن علاقة حق المرأة في التصويت.

### ملف الوسائط
عام2009 وُضِعت تامسين في قائمة أفضل لاعبات قوت تحت سن 30 في صن دايز تايمز، كما وضَعت في المركز 56 في إندبندتت يوم الأحد «القائمة الوردية» لعام2009 وهي قائمة تضم 101 من الرجال والنساء الأكثر نفوذًا في بريطانيا.

## الانتخابات الوطنية
ترشحت تامسين كمرشح في الانتخابات العامة في المملكة المتحدة عام 2010 لحزب العموم، وفي 2015 لحزب الخضر، أنشات تامسين حزبا مستقلا جديدًا سُمِّيَ «الشائع» وخططت لإشتراك الشباب في التصويت وتعزيز الاستدامة في المنطقة المحلية، أشاد بها الصحفى جايلز كورين، حصلوا على 123 صوتًا، قضت تامسين في الانتخابات العامة 2015 في دائرة إيست هام لصالح حزب الخضر في إنجلترا وويلز وجاء في المركز الرابع متقدمًا على الحزب الليبرالى الديمقراطى بحصوله على 2.5% من الأصوات.